# The Lockdown Sessions (альбом Элтона Джона)
The Lockdown Sessions — тридцать третий студийный альбом британского автора-исполнителя Элтона Джона, выпущенный 22 октября 2021 года. Это второй студийный альбом сэра Элтона, состоящий из дуэтов с другими артистами (после Duets).

## История создания
Альбом был записан в ходе локдауна, вызванного пандемией COVID-19, из-за которой Элтон вынужден был прервать свой последний мировой тур Farewell Yellow Brick Road.
Сам сэр Элтон высказался об альбоме следующим образом:

Последнее, что я ожидал сделать во время изоляции, — это записать альбом. Но по мере того, как пандемия продолжалась, появлялись разовые проекты. Некоторые сеансы записи приходилось выполнять удаленно, через Zoom, чего я, очевидно, никогда раньше не делал. Некоторые из сессий были записаны с соблюдением очень строгих правил безопасности: работа с другим артистом, но разделенная стеклянными экранами. Но все треки, над которыми я работал, были действительно интересными и разнообразными, они полностью отличались от всего, чем я был известен, и вывели меня из зоны комфорта на совершенно новую территорию. И я понял, что в такой работе есть что-то странно знакомое. В начале своей карьеры, в конце 60-х, я был сессионным музыкантом. Об этом мне напомнила работа с разными артистами во время изоляции. Круг замкнулся: я снова стал сессионным музыкантом. И это все ещё круто.
— 

## Список композиций
| №                   | Название                                                                                                  | Автор(ы)                                                                                   | Продюсеры                  | Длительность |
| ------------------- | --- | ------------------------------------------------------------------------------------------ | -------------------------- | ------------ |
| 1.                  | «Cold Heart (Pnau remix)» (with Dua Lipa)                                                                 | Elton John Bernie Taupin Nicholas Littlemore Samuel Littlemore Peter Mayes                 | Pnau                       | 3:22         |
| 2.                  | «Always Love You» (with Young Thug and Nicki Minaj)                                                       | John William Walsh Alexandra Tamposi Andrew Wotman Louis Bell Jeffrey Williams Onika Maraj |                            | 4:17         |
| 3.                  | «Learn to Fly» (with Surfaces)                                                                            | Forrest Frank Colin Padalecki                                                              | Surfaces                   | 3:31         |
| 4.                  | «After All» (with Charlie Puth)                                                                           | John Charlie Puth Jacob Kasher Hindlin                                                     | Puth                       | 3:28         |
| 5.                  | «Chosen Family» (with Rina Sawayama)                                                                      | Rina Sawayama                                                                              | Danny L Harle              | 4:40         |
| 6.                  | «The Pink Phantom» (Gorillaz featuring Elton John and 6lack)                                              | Damon Albarn Remi Kabaka Jr. Ricardo Valentine                                             | Gorillaz Kabaka Jr.        | 4:13         |
| 7.                  | «It's a Sin» (Global Reach Mix) (with Years & Years))                                                     | Neil Tennant Chris Lowe                                                                    | Pet Shop Boys Stuart Price | 4:44         |
| 8.                  | «Nothing Else Matters» (Miley Cyrus featuring Watt, Elton John, Yo-Yo Ma, Robert Trujillo and Chad Smith) | Lars Ulrich James Hetfield                                                                 | Watt                       | 6:35         |
| 9.                  | «Orbit» (with SG Lewis)                                                                                   | John Sophie Cooke Samuel George Lewis                                                      |                            | 3:28         |
| 10.                 | «Simple Things» (with Brandi Carlile)                                                                     | John Roman Campolo Wotman                                                                  |                            | 4:11         |
| 11.                 | «Beauty in the Bones» (with Jimmie Allen)                                                                 | John Bruce Roberts Taylor Bird Phil Bentley                                                |                            | 3:50         |
| 12.                 | «One of Me» (Lil Nas X featuring Elton John)                                                              | Montero Hill Ilsey Juber Jasper Sheff John Cunningham                                      | John Cunningham Sheff John | 2:41         |
| 13.                 | «E-Ticket» (with Eddie Vedder)                                                                            | John Edward Severson II Wotman                                                             |                            | 3:18         |
| 14.                 | «Finish Line» (with Stevie Wonder)                                                                        | John Campolo Tamposi Wotman                                                                |                            | 4:24         |
| 15.                 | «Stolen Car» (with Stevie Nicks)                                                                          | John Tamposi Wotman                                                                        |                            | 5:37         |
| 16.                 | «I'm Not Gonna Miss You» (with Glen Campbell)                                                             | Glen Campbell Julian Raymond                                                               |                            | 2:56         |
| Общая длительность: | Общая длительность:                                                                                       | Общая длительность:                                                                        | Общая длительность:        | 65:15        |

## История релиза
| Регион   | Дата            | Формат                                     | Лейбл                  | Примечание  |
| -------- | --------------- | ------------------------------------------ | ---------------------- | ----------- |
| Мир      | 22 октября 2021 | Аудиокассета CD цифровая загрузка стриминг | EMI Mercury            | [ 5 ] [ 6 ] |
| Мир      | 29 октября 2021 | Грампластинка                              | EMI Mercury            | [ 7 ] [ 8 ] |
| Бразилия | 3 декабря 2021  | CD                                         | Universal Music Brasil | [ 9 ]       |

## Чарты
| Chart (2021)                       | Peak position |
| ---------------------------------- | ------------- |
| Australian Albums (ARIA)           | 2             |
| Нидерланды (Album Top 100)         | 19            |
| Франция (SNEP)                     | 8             |
| Германия (Offizielle Top 100)      | 5             |
| Ирландия (Irish Albums Chart)      | 9             |
| Italian Albums (FIMI)              | 15            |
| Japan Hot Albums (Billboard Japan) | 58            |
| Япония (Oricon)                    | 57            |
| Lithuanian Albums (AGATA)          | 30            |
| New Zealand Albums (RMNZ)          | 4             |
| Норвегия (VG-lista)                | 14            |
| Шотландия (Scottish Albums Chart)  | 2             |
| Swedish Albums (Sverigetopplistan) | 41            |
| Великобритания (UK Albums Chart)   | 1             |